# C/1925 V1 Wilk-Peltier
C/1925 V1 Wilk-Peltier è una cometa non periodica scoperta dagli astrofili Antoni Wilk, polacco, e Leslie Copus Peltier, statunitense. La cometa segue un'orbita retrograda.

## Storia della scoperta
La cometa è stata scoperta originariamente da Peltier il 13 novembre 1925 di magnitudine apparente 8-9a, osservazioni compiute nei giorni seguenti per confermarla diedero esito negativo, il 19 novembre 1925 Wilk scopriva una cometa di 8a con coordinate simili a quella della cometa di Peltier, il 20 novembre 1925 Peltier riscopriva la cometa e lo stesso giorno veniva annunciata ufficialmente la scoperta della cometa da parte di entrambi gli scopritori.